# ویروس موزائیک یونجه
ویروس موزائیک یونجه (نام علمی: Alfalfa mosaic virus) نام یک گونه از فرمانرو ویروس است.